# Squadra irachena di Coppa Davis
La squadra irachena di Coppa Davis rappresenta l'Iraq nella Coppa Davis, ed è posta sotto l'egida della Federazione Tennis dell'Iraq.
La squadra ha esordito nel 1988 e non ha mai superato il Gruppo IV della zona Asia/Oceania, l'ultimo livello della competizione.

## Organico 2012
Aggiornato agli incontri del Gruppo IV della zona Asia/Oceania (16-21 aprile 2012). Fra parentesi il ranking del giocatore nel momento della disputa degli incontri.
- Ahmed Hamzah Abdulhasan (ATP #)
- Ali Khairi Hashim Al Mayahi (ATP #)
- Maab Abdulrazaq Yaseen (ATP #)
- Ali Hashim (ATP #)